# みやぎ水再生センター
みやぎ水再生センター（みやぎみずさいせいセンター）は、東京都足立区にある、東京都下水道局の下水処理施設である。

## 概要
北区の大部分と板橋・豊島・足立区の一部の下水（小台処理区）を処理する。処理水は隅田川に放流している。敷地面積は112,492平方メートル。上部には宮城ファミリー公園が整備されている。

## 沿革
- 1962年（昭和37年）4月 - 小台処理場として運転開始。
- 2004年（平成16年）4月 - 小台処理場からみやぎ水再生センターに改称。

## 所在地
- 東京都足立区宮城2-1-14

## 周辺
- 王子駅